# Grzegorz Pawlak (informatyk)
Grzegorz Piotr Pawlak (ur. 5 czerwca 1965) – polski inżynier informatyk, doktor habilitowany nauk technicznych. Specjalizuje się w teorii szeregowania zadań. Adiunkt w Instytucie Informatyki Wydziału Informatyki i Telekomunikacji Politechniki Poznańskiej.

## Życiorys
Studia z elektrotechniki ukończył na Politechnice Poznańskiej w 1990, gdzie następnie został zatrudniony. Stopień doktorski uzyskał w 2000 roku na podstawie pracy pt. Algorytmy i problemy szeregowania zadań i wózków w elastycznych systemach produkcyjnych, przygotowanej pod kierunkiem prof. Jacka Błażewicza. Habilitował się w 2014 na podstawie dorobku naukowego i rozprawy pt. Modele i algorytmy szeregowania zadań w systemach produkcji samochodów. Członek zarządu Wielkopolskiego Klastra Teleinformatycznego i działacz Polskiego Towarzystwa Informatycznego.
W pracy badawczej zajmuje się takimi zagadnieniami jak: projektowanie algorytmów, zarządzanie i optymalizacja systemów produkcyjnych, transport i logistyka, zaawansowane aplikacje internetowe, analiza i modelowanie procesów biznesowych, modelowanie obliczeń równoległych i rozproszonych oraz obliczeń na systemach gridowych.
Artykuły publikował w takich czasopismach jak m.in. "Parallel Processing and Applied Mathematics", "International Journal of Production Research" oraz "Computers & Operations Research".

## Nagrody i wyróżnienia
- Medal Komisji Edukacji Narodowej (2013)
- Medal Srebrny za Długoletnią Służbę (2011)[6]